# Djurgårdens Supporters Club
Djurgårdens Supporters Club, bildad 15 mars 1947, är en supporterförening till Djurgårdens IF.
Djurgårdens Supporters Club (DSC) bildades den 15 mars 1947, och är därmed en av Sveriges äldsta supporterklubbar. DSC omnämns första gången i svensk dagspress 23 oktober 1948. Den entusiastiska skaran som bildade Sveriges första supporterförening var hängivna djurgårdare, som ställde upp för föreningen i vått och torrt. Föreningen är fortfarande verksam och delar årligen ut stipendier och bidrag till föreningar anslutna till Djurgårdens IF Alliansförening.
Om en förening inom Djurgårdens IF behöver hjälp eller stöd skickar respektive förening in en ansökan som då behandlas av styrelsen i Djurgårdens Supporters Club. En sådan ansökan kan innehålla frågor om allt från stöd för ett träningsläger till att ett lags matchtröjor kan ha blivit stulna och föreningen behöver ekonomisk hjälp att ersätta dessa.
Inkomsterna för Djurgårdens Supporters Club är beroende av att föreningen har ett bra medlemsantal då medlemsavgifterna bekostar de bidrag och stipendier som betalas ut.
När Supporterklubben hade sin storhetstid mellan 1940- och 1980-talet anordnades resor land och rike runt för att supportrarna skulle kunna följa sitt favoritlag var de än spelade i landet. Supporterklubben ägnade sig även åt att ge ekonomiska bidrag som t.ex. när man som det står i Aftontidningen 22 februari 1951 "Bekostade resa och uppehälle för unge lovande Sven Tumba Johansson så att denne kan åka med VM-truppen till Paris".
Souvenirer och tävlingar för supportrarna var också viktiga inslag i klubbens inkomster. Bl.a. gavs ett nyhetsblad ut där man kunde beställa souvenirer på postorder och delta i olika tävlingar.
Souvenirer gick också att köpa i klubbens butik som först låg på Björnvägen (Lidingö) och sedan flyttade till Stockholmsvägen (Lidingö).

## Ordförande i föreningen
- Einar Larsson 1947– ?
- Erik Rinding 1947–1948
- Frans Gustavsson 1948–1950
- Hans Bjerkeling 1950– ?
- Gösta Gimme 1955– ?
- Sven Öberg 1975–2002
- Thomas Heetveld 2002–

## Slogan
Klubbens slogan
"Utan uppoffring ingen seger"